# Platyprepia ochracea
Platyprepia ochracea là một loài bướm đêm thuộc phân họ Arctiinae, họ Erebidae.